# Mnesarete mariana
Mnesarete mariana – gatunek ważki z rodziny świteziankowatych (Calopterygidae). Znany tylko z miejsca typowego w brazylijskim stanie Bahia. W 2024 roku Garrison i von Ellenrieder zsynonimizowali ten takson z Mnesarete guttifera.